# Rokus Vonk

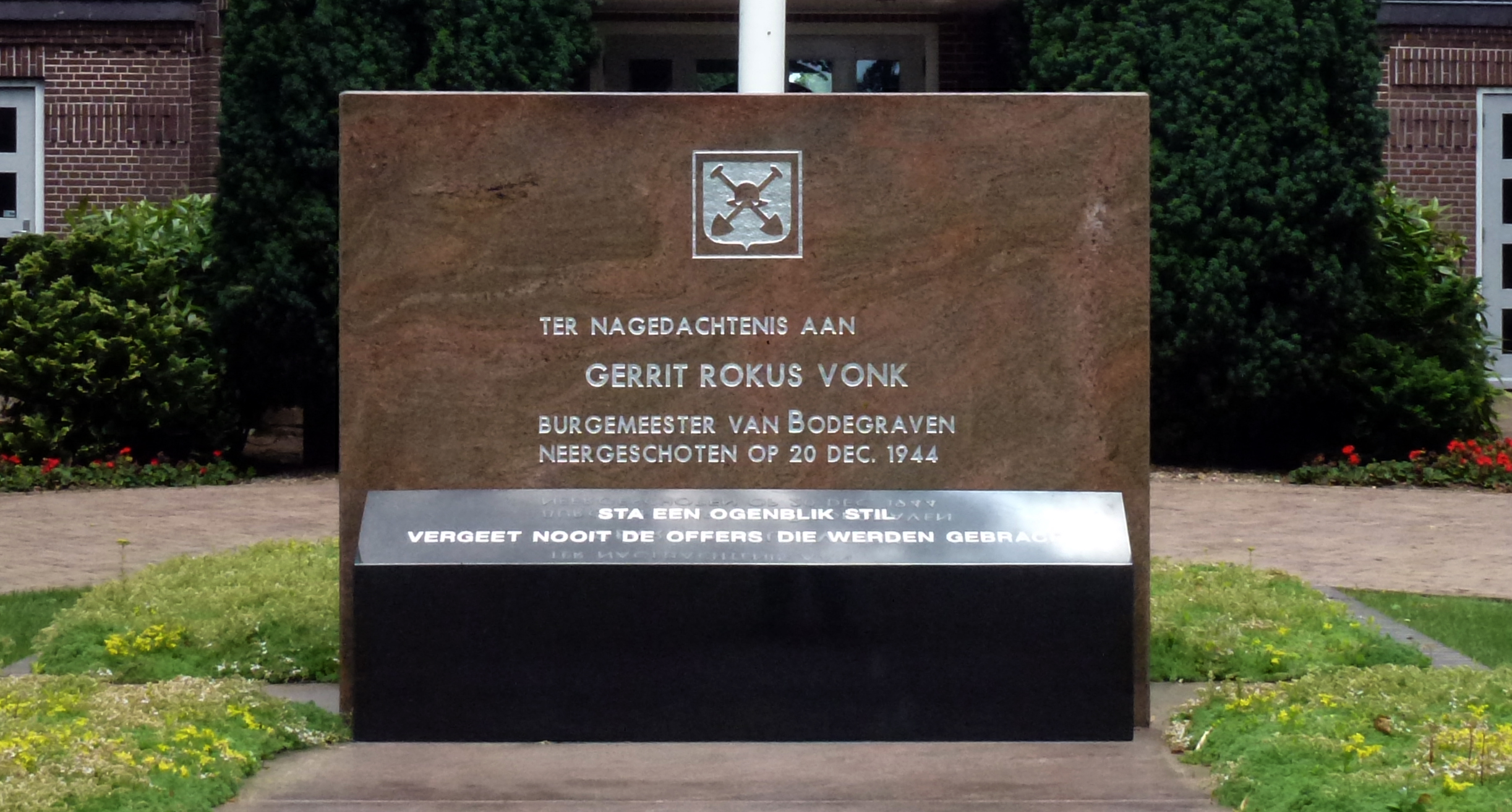
Monument voor Rokus Vonk in Bodegraven

Gerrit Rokus (Rokus) Vonk (Peursum, 8 maart 1887 – Lekkerkerk, 20 december 1944) was een Nederlandse burgemeester, die tijdens de Tweede Wereldoorlog werd vermoord. Hij was lid van de Anti-Revolutionaire Partij (ARP).

## Leven en werk
Vonk was een zoon van Dirk Vonk en Margrieta Kooiman. Vonk werd in 1910 benoemd tot secretaris van de gemeenten Molenaarsgraaf en Brandwijk in de Alblasserwaard. Hij trouwde op 6 september 1917 te Oud Alblas met Dirkje Janna Drinkwaard, dochter van Pieter Gijsbert Drinkwaard en Sijgje Martijntje Korporaal. In 1924 werd hij tevens gemeenteontvanger van Molenaarsgraaf en in 1925 ook secretaris van de gemeente Bleskensgraaf en Hofwegen. In december 1925 werd hij benoemd tot burgemeester van de gemeenten Asperen en Heukelum. In 1935 werd hij tevens dijkgraaf van de polder Heukelum. Per 1 januari 1939 werd hij benoemd tot burgemeester van Bodegraven. Vanwege zijn weigering om mee te werken met de Duitse bezetter werd hij op 20 december 1944 geliquideerd.

## Moord op Vonk
Vonk kwam tijdens de Tweede Wereldoorlog meer en meer in conflict met de Duitse bezetter. Hij verzocht om ontslag uit zijn functie. Dit verzoek werd echter afgewezen. Nadat Vonk op 18 december 1944 weigerde om zich te vervoegen bij de Sicherheitsdienst (SD) in Gouda werd hij op 20 december gearresteerd en overgebracht naar Gouda. Na een verhoor werd hij in de avond door landwachter Adam Hoogendoorn en SD'er Han Balvert afgevoerd naar Rotterdam. Hij is echter nooit in Rotterdam aangekomen. De volgende dag werd hij dood aangetroffen bij een brug bij de Loet in de toenmalige gemeente Lekkerkerk. Hij was de avond ervoor doodgeschoten op die plek door Hoogendoorn of Balvert. Hoogendoorn kon nooit verhoord worden omdat hij in januari 1945 door het verzet werd geliquideerd. Of Balvert al dan niet het dodelijk schot heeft gelost kon niet worden vastgesteld. Balvert werd mede vanwege zijn aandeel in deze moord veroordeeld tot twintig jaar gevangenisstraf. Hij kwam in 1959 vrij.